# Могильовський державний університет імені А. О. Кулешова
Могильовський державний університет імені А. О. Кулешова (біл. Магілёўскі дзяржаўны ўнівэрсытэт імя Аркадзя Куляшова) — білоруський державний заклад вищої освіти зі статусом університету у місті Могильов.

## Загальна інформація і структура
Могильовський державний університет імені А. О. Кулешова розташований за адресою: вул. Космонтавтів, 1, м. Могильов (Республіка Білорусь).
Ректор університету — професор, д.і.н. Денис Володимирович Дук. 
У теперішній час (2000-ні) в університеті працює 7 факультетів, які забезпечують підготовку спеціалістів за 31 спеціальністю.
В університеті навчається понад 7 600 студентів, з числа яких близько 4 300 осіб — на денному стаціонарі.
Педагогічна діяльність та науково-дослідницька діяльність здійснюється на 38 кафедрах — на них працює понад 450 штатних викладачів — близько 200 з них мають наукові ступені і звання, в т.ч. і 25 докторів та професорів.

## З історії вишу
Офіційна дата створення Могильовського учительського інституту — 1 липня 1913 року. Відкриття інституту відбулося 1 жовтня. Перший директор — кандидат богослов'я В. М. Тичинін.
Перший випуск вчителів (33 особи) відбувся 1916 року. У навчальному закладі в той час працювало 8 викладачів.
У грудні 1918 року вчительський інститут був реорганізований у педагогічний і отримав статус вищого навчального закладу.
1930 року почала роботу аспірантура.
Станом на 1941 рік в інституті навчалося понад 2 000 студентів і працювало 69 викладачів.
У 1970 році інститут отримав новий навчальний корпус по вулиці Космонавтів.
1978 року Могильовському педагогічному інституту було присвоєно ім'я класика білоруської літератури Аркадія Кулешова.
1997 року, за незалежності Республіки Білорусь, після проведення відповідної акредитації інститут було перетворено на Могильовський державний університет імені А. О. Кулешова.

## Звинувачення в політичних репресіях проти студентів
Згідно зі звітом, підготовленим Польським фондом свободи і демократії, Костянтин Бондаренко, ректор університету, відраховував студентів за їх політичну діяльність.

## відомі випускники
- Лукашенко Олександр Григорович — президент Білорусі
- Бєльський Фома Антонович — педагог, музеолог